# Бадалбейли, Тимур Ильхамович
Тимур Базинский (наст. имя Тимур Ильхамович Бадалбейли; род. 5 июля 1973, Москва) — российский актёр театра и кино, Заслуженный артист Российской Федерации (2005), Заслуженный артист Азербайджана (2011).

## Биография
Тимур Бадалбейли родился 5 июля 1973 года в Москве. По национальности азербайджанец. Отец Тимура, азербайджанский поэт и переводчик Ильхам Бадалбейли, родом из города Сабирабад в Азербайджане. Тимур окончил французскую спецшколу. В 1990—1994 годах учился в Московском Высшем театральном училище им. Щукина (курс Ю. П. Любимова). После окончания училища вошёл в труппу Театра на Таганке, где стал ведущим актером театра.

## Награды и звания
- Заслуженный артист Российской Федерации (7 апреля 2005 года) — за заслуги в области искусства[3].
- Заслуженный артист Азербайджана (28 декабря 2011 года) — за заслуги в организационном становлении азербайджанской диаспоры в Российской Федерации и укреплении азербайджано-российских научных, культурных связей[4].
- Национальная азербайджанская кинопремия «Золотой светильник» (2006), за лучшую мужскую роль в фильме «Прощай, южный город».
- Приз за лучшую мужскую роль международного кинофестиваля «Восток-Запад» (2006), фильм «Прощай, южный город».
- Международный кинофестиваль артхаусных фильмов в Батуми, 2007 год. Приз за лучшую мужскую роль — «Прощай, южный город».

## Работы в театре
- «Антигона» — Креонт
- «До и после» — Арлекин
- «Добрый человек из Сезуана» — Фу-Шу
- «Евгений Онегин»
- «Живаго (доктор)»
- «Идите и остановите прогресс (обэриуты)» — Г-н Ха
- «Марат и маркиз Де Сад» — Жан-Поль Марат
- «Мастер и Маргарита» — Коровьев
- «Сократ / Оракул» — Аристофан, Милет
- «Тартюф» — Оргон, Лояль
- «Театральный роман» — Сталин
- «Фауст» — Мефистофель
- «Хроники» — Принц Гарри, 3-й убийца
- «Шарашка» — Поскрёбышев, надзиратель, Рубин
- «Горе от ума» — Чацкий
- «Подросток» — Стебельков
- «Преступление и наказание» — Заметов
- «Живой» — Тимошкин
- «Арабески» — Гоголь

## Фильмография
1. 2000 — Граница. Таёжный роман (1-я серия «Предчувствие», 3-я серия «Погоны») — Казарян, сержант
2. 2001 — Мамука — эпизод
3. 2004 — Похитители книг — продавец книг
4. 2005 — Золотой телёнок (7-я серия) — Хирам Бурман
5. 2005 — Криминальные игры — следователь Ерохин
6. 2005 — Лебединый рай — бандит
7. 2006 — Прощай, южный город (Əlvida, Cənub Şəhəri; Азербайджан, Россия)
8. 2006 — Террор в стиле ретро — Камо
9. 2008 — Женщина желает знать… — Антонио
10. 2008 — Проклятый рай 2 — хозяин
11. 2009 — Белый песок — Перес
12. 2009 — Ползёт змея (Украина) — Змей
13. 2010 — И не было лучше брата — эпизод
14. 2010 — Метла и флейта — Хари
15. 2011 — Глазами призрака (Kabusun gözləri ilə; Азербайджан, Франция)
16. 2013 — Брак по завещанию-3. Танцы на углях — Ясин
17. 2013 — Интимные места — Борис, психотерапевт
18. 2013 — Московские сумерки — Виталий
19. 2014 — Не бойся, я с тобой! 1919 — Чони
20. 2014 — Прощай, любимая! — Полунин, оперативник
21. 2014 — Небесный суд. Продолжение — Убальдо Джанкарло Аморе
22. 2014 — Улыбка пересмешника — Давид Варазович Ходжава, финансовый директор
23. 2016 — Шелест — Рауф Оруджев
24. 2017 — Территория — Аббасов, бизнесмен
25. 2018 — Гурзуф — боцман
26. 2020 — Закрытый сезон — Алик
27. 2022 — Под защитой (Между чёрным и белым серый) — Грачёв
28. 2022 — Приказа умирать не было — Лачин
29. 2025 — В списках не значился — Муссолини
30. 2025 — Самогон. Снайперский шабаш — Шахламазов